# Vela nos Jogos Sul-Americanos de 2018
As competições de vela nos Jogos Sul-Americanos de 2018 ocorreram entre 26 e 31 de maio em um total de 5 eventos. As competições aconteceram na Represa Corani, localizada em Colomi, Bolívia.

## Calendário
| Maio / Junho | 26 | 27 | 28 | 29 | 30 | 31 | 1 | 2 | 3 | 4 | 5 | 6 | 7 | 8 |
| ------------ | -- | -- | -- | -- | -- | -- | - | - | - | - | - | - | - | - |
| Vela         |    |    |    |    |    | 5  |   |   |   |   |   |   |   |   |

|  | Dia de competição |  | Dia de final |

## Medalhistas

### Masculino
| Prova            | Ouro                              | Prata                            | Bronze                         |
| ---------------- | --------------------------------- | -------------------------------- | ------------------------------ |
| Laser detalhes   | João Pedro de Oliveira BRA Brasil | Francisco Guaragna ARG Argentina | Ignacio Rodríguez URU Uruguai  |
| Sunfish detalhes | Jonathan Martinetti ECU Equador   | Jean Paul de Trazegnies PER Peru | Martín Alsogaray ARG Argentina |

### Feminino
| Prova                 | Ouro                          | Prata                        | Bronze                       |
| --------------------- | ----------------------------- | ---------------------------- | ---------------------------- |
| Laser radial detalhes | Luciana Cardozo ARG Argentina | Dolores Moreira URU Uruguai  | María José Poncell CHI Chile |
| Sunfish detalhes      | Caterina Romero PER Peru      | Daniela Rivera VEN Venezuela | Kelly González CHI Chile     |

### Misto
| Evento         | Ouro                                    | Prata                                | Bronze                                       |
| -------------- | --------------------------------------- | ------------------------------------ | -------------------------------------------- |
| Snipe detalhes | Juliana Duque Rafael Rizzato BRA Brasil | María Seguel Matías Seguel CHI Chile | Daniela Cardozo Daniel Verdier ARG Argentina |

## Quadro de medalhas
| Ordem | País          | Medalha de ouro | Medalha de prata | Medalha de bronze | Total | Ordem por total |
| ----- | ------------- | --------------- | ---------------- | ----------------- | ----- | --------------- |
| 1     | BRA Brasil    | 2               |                  |                   | 2     | 3               |
| 2     | ARG Argentina | 1               | 1                | 2                 | 4     | 1               |
| 3     | PER Peru      | 1               | 1                |                   | 2     | 3               |
| 4     | ECU Equador   | 1               |                  |                   | 1     | 6               |
| 5     | CHI Chile     |                 | 1                | 2                 | 3     | 2               |
| 6     | URU Uruguai   |                 | 1                | 1                 | 2     | 3               |
| 7     | VEN Venezuela |                 | 1                |                   | 1     | 6               |
| TOTAL | TOTAL         | 5               | 5                | 5                 | 15    | —               |